# Richard Tchakounang
Richard Tchakounang (ur. 22 czerwca 1968 w Duali) – kameruński piłkarz grający na pozycji pomocnika. W swojej karierze rozegrał 5 meczów w reprezentacji Kamerunu.

## Kariera klubowa
W swojej karierze piłkarskiej Tchakounang grał między innymi w klubie Racing Bafoussam.

## Kariera reprezentacyjna
W reprezentacji Kamerunu Tchakounang zadebiutował 22 stycznia 1989 w wygrnaym 3:1 meczu eliminacji do MŚ 1990 z Gabonem, rozegranym w Jaunde. Od 1989 do 1990 wystąpił w kadrze narodowej 5 razy.